# João I Mandacúnio
João I Mandacúnio (em armênio/arménio: Հովհաննես Ա Մանդակունի; romaniz.: Hovhannes A. Mandakuni; m. 490) é um católico da Igreja Armênia de 470 a 490.

## Biografia
João pertencia à família Mandacúnio. "Prelado enérgico, grande pregador", sucedeu ao católico Guiute de Araez quando ele morreu em 478. O historiador armênio contemporâneo Lázaro de Farpe descreve-o como "erudito, eloquente, austero e de zelo ardente contra o masdeísmo". Ao longo de seu catolicossato, colaborou estritamente com o marzobã Vaanes I Mamicônio, líder dos armênios durante a revolta contra os persas: o convenceu a liderar o levante, o acompanhou na Batalha de Nerseapate em 482 e desempenhou importante papel na negociação do Tratado de Nuarsaque.
Após o retorno da paz, e enquanto Vaanes se dedicou à reconstrução do país, João desceu de seu assento em Dúbio para restaurar a disciplina e rigor religioso. "Teólogo respeitado", João reorganizou o missal da Igreja Armênia, deixando orações, hinos e 30 homílias que focaram os temas do arrependimento, oração e pecado. Morreu em 490 e foi sucedido por Apovipcenes de Otmus.